# Seznam medailistů na mistrovství Československa a Česka mužů a žen ve vrhu koulí

### Muži
| Rok          | Místo              | Zlato                | Výkon           | Stříbro                         | Bronz                |
| ------------ | ------------------ | -------------------- | --------------- | ------------------------------- | -------------------- |
| MR ČSR 1945  | Praha              | Čestmír Kalina       | 14,10 m         | Štěpán Vokoun                   | Jaroslav Sedláček    |
| MR ČSR 1946  | Praha              | Čestmír Kalina       | 13,62 m         | Jaroslav Knotek                 | Miloš Kalvas         |
| MR ČSR 1947  | Praha              | Jaroslav Knotek      | 14,47 m         | Čestmír Kalina                  | Jaroslav Vítek       |
| MR ČSR 1948  | Praha              | Čestmír Kalina       | 14,42 m         | Jaroslav Knotek                 | Jaroslav Vítek       |
| MR ČSR 1949  | Praha              | Čestmír Kalina       | 15,24 m         | Vladimír Jirout                 | Alojz Kormúth        |
| MR ČSR 1950  | Bratislava         | Čestmír Kalina       | 15,15 m         | Vladimír Jirout                 | Jaroslav Knotek      |
| MR ČSR 1951  | Brno               | Jiří Skobla          | 15,79 m         | Čestmír Kalina                  | Václav Mudra         |
| MR ČSR 1952  | Praha              | Jiří Skobla          | 16,05 m         | Čestmír Kalina                  | Jan Vrabel           |
| MR ČSR 1953  | Praha              | Jiří Skobla          | 16,43 m         | Čestmír Kalina                  | Václav Mudra         |
| MR ČSR 1954  | Ostrava            | Jiří Skobla          | 17,04 m         | Jaroslav Plíhal                 | Josef Stoklasa       |
| MR ČSR 1955  | Brno               | Jaroslav Šmíd        | 15,15 m         | Zdeněk Němec                    | Zdeněk Mikula        |
| MR ČSR 1956  | Bratislava         | Jiří Skobla          | 17,30 m         | Josef Stoklasa                  | Jaroslav Plíhal      |
| MR ČSR 1957  | Praha              | Jiří Skobla          | 18,01 m         | Jaroslav Plíhal                 | Josef Stoklasa       |
| MR ČSR 1958  | Ostrava            | Jiří Skobla          | 17.35 m         | Jaroslav Plíhal                 | Josef Stoklasa       |
| MR ČSR 1959  | Praha              | Jaroslav Plíhal      | 16,33 m         | Josef Stoklasa                  | Zdeněk Němec         |
| MR ČSSR 1960 | Brno               | Jiří Skobla          | 17,66 m         | Jaroslav Plíhal                 | Jaroslav Šmíd        |
| MR ČSSR 1961 | Praha              | Jiří Skobla          | 17,80 m         | Jaroslav Plíhal                 | Jaroslav Šmíd        |
| MR ČSSR 1962 | Ostrava            | Jiří Skobla          | 17,95 m         | Jaroslav Folkman                | Jaroslav Šmíd        |
| MR ČSSR 1963 | Hradec Králové     | Jaroslav Šmíd        | 17,68 m         | Jiří Skobla                     | Jaroslav Folkman     |
| MR ČSSR 1964 | Praha              | Jiří Skobla          | 18,16 m         | Jaroslav Folkman                | Milan Mikula         |
| MR ČSSR 1965 | Zábřeh             | Jaroslav Šmíd        | 18,08 m         | Jiří Skobla                     | Jaroslav Folkman     |
| MR ČSSR 1966 | Třinec             | Jiří Skobla          | 17,68 m         | Jaroslav Šmíd                   | František Žemba      |
| MR ČSSR 1967 | Sokolov            | Jaroslav Šmíd        | 18,07 m         | Jiří Skobla                     | Miroslav Janoušek    |
| MR ČSSR 1968 | Jablonec nad Nisou | Miroslav Janoušek    | 17,88 m         | Jiří Skobla                     | Ladislav Pataki      |
| MR ČSSR 1969 | Považská Bystrica  | Miroslav Janoušek    | 18,92 m         | Jiří Skobla                     | Jaroslav Šmíd        |
| MR ČSSR 1970 | Ostrava            | Jaroslav Šmíd        | 18,65 m         | Miroslav Janoušek               | Jaroslav Brabec      |
| MR ČSSR 1971 | Praha              | Jaroslav Brabec      | 18,99 m         | Miroslav Janoušek               | Jaroslav Šmíd        |
| MR ČSSR 1972 | Praha              | Jaroslav Brabec      | 19,64 m         | Jaromír Vlk                     | Miroslav Janoušek    |
| MR ČSSR 1973 | Banská Bystrica    | Jaroslav Brabec      | 21,04 m         | Jaromír Vlk                     | Miroslav Janoušek    |
| MR ČSSR 1974 | Praha              | Jaromír Vlk          | 20,22 m         | Jaroslav Brabec                 | Miroslav Janoušek    |
| MR ČSSR 1975 | Bratislava         | Jaroslav Brabec      | 19,60 m         | Miroslav Janoušek               | Dušan Hamár          |
| MR ČSSR 1976 | Třinec             | Jaroslav Brabec      | 19,69 m         | Miroslav Janoušek               | Zdeněk Dvořák        |
| MR ČSSR 1977 | Ostrava            | Jaromír Vlk          | 19,82 m         | Jaroslav Brabec                 | Miroslav Janoušek    |
| MR ČSSR 1978 | Praha              | Jaromír Vlk          | 20,35 m         | Jaroslav Brabec                 | Miroslav Janoušek    |
| MR ČSSR 1979 | Praha              | Jaroslav Brabec      | 18,90 m         | Jaromír Vlk                     | Remigius Machura     |
| MR ČSSR 1980 | Praha              | Jaromír Vlk          | 20,24 m         | Jaroslav Brabec                 | Dalibor Vašíček      |
| MR ČSSR 1981 | Ostrava            | Jaroslav Brabec      | 19,76 m         | Dalibor Vašíček                 | Vladislav Končický   |
| MR ČSSR 1982 | Praha              | Jaroslav Brabec      | 19,97 m         | Remigius Machura                | Josef Kubeš          |
| MR ČSSR 1983 | Praha              | Remigius Machura     | 21,35 m         | Josef Kubeš                     | Jaroslav Brabec      |
| MR ČSSR 1984 | Praha              | Remigius Machura     | 20,30 m         | Vladislav Končický              | Josef Kubeš          |
| MR ČSSR 1985 | Praha              | Remigius Machura     | 21,27 m         | Karel Šula                      | Richard Navara       |
| MR ČSSR 1986 | Bratislava         | Josef Kubeš          | 19,77 m         | Jozef Lacika                    | Richard Navara       |
| MR ČSSR 1987 | Třinec             | Remigius Machura     | 20,75 m         | Richard Navara                  | Jozef Lacika         |
| MR ČSSR 1988 | Praha              | Remigius Machura     | 19,91 m         | Richard Navara                  | Karel Šula           |
| MR ČSSR 1989 | Banská Bystrica    | Remigius Machura     | 19,17 m         | Karel Šula                      | Jozef Lacika         |
| MR ČSFR 1990 | Praha              | Remigius Machura     | 19,06 m         | Karel Šula                      | Richard Navara       |
| MR ČSFR 1991 | Ostrava            | Karel Šula           | 18,63 m         | Remigius Machura                | Miroslav Menc        |
| MR ČSFR 1992 | Nitra              | Karel Šula           | 18,22 m         | Miroslav Menc                   | Jan Bártl            |
| MR ČR 1993   | Jablonec nad Nisou | Miroslav Menc        | 18,46 m         | Jan Bártl                       | Martin Bílek         |
| MR ČR 1994   | Jablonec nad Nisou | Miroslav Menc        | 18,60 m         | Martin Bílek                    | Jan Bártl            |
| MR ČR 1995   | Ostrava            | Miroslav Menc        | 19,32 m         | Martin Bílek                    | Richard Navara       |
| MR ČR 1996   | Praha              | Miroslav Menc        | 19,08 m         | Richard Navara                  | Martin Bílek         |
| MR ČR 1997   | Třinec             | Miroslav Menc        | 20,15 m         | Martin Bílek                    | Petr Stehlík         |
| MR ČR 1998   | Jablonec nad Nisou | Petr Stehlík         | 18,84 m         | Josef Rosůlek                   | Richard Navara       |
| MR ČR 1999   | Ostrava            | Petr Stehlík         | 19,42 m         | Josef Rosůlek                   | Richard Navara       |
| MR ČR 2000   | Plzeň              | Miroslav Menc        | 20,34 m         | Petr Stehlík                    | Josef Rosůlek        |
| MR ČR 2001   | Jablonec nad Nisou | Petr Stehlík         | 18,71 m         | Antonín Žalský                  | Richard Navara       |
| MR ČR 2002   | Ostrava            | Petr Stehlík         | 19,34 m         | Josef Rosůlek                   | Antonín Žalský       |
| MR ČR 2003   | Olomouc            | Petr Stehlík         | 20,33 m         | Antonín Žalský                  | Arnošt Holovský      |
| MR ČR 2004   | Plzeň              | Petr Stehlík         | 19,90 m         | Antonín Žalský                  | Josef Rosůlek        |
| MR ČR 2005   | Kladno             | Petr Stehlík         | 19,71 m         | Antonín Žalský                  | Remigius Machura ml. |
| MR ČR 2006   | Praha              | Remigius Machura ml. | 18,84 m         | Antonín Žalský                  | Vladislav Tuláček    |
| MR ČR 2007   | Třinec             | Petr Stehlík         | 19,18 m         | Antonín Žalský                  | Remigius Machura ml. |
| MR ČR 2008   | Tábor              | Petr Stehlík         | 19,59 m         | Antonín Žalský                  | Jan Tylče            |
| MR ČR 2009   | Praha              | Antonín Žalský       | 19,71 m         | Remigius Machura ml.            | Vladislav Tuláček    |
| MR ČR 2010   | Třinec             | Antonín Žalský       | 19,98 m         | Remigius Machura ml.            | Jan Tylče            |
| MR ČR 2011   | Brno               | Jan Marcell          | 19,41 m         | Antonín Žalský                  | Martin Stašek        |
| MR ČR 2012   | Vyškov             | Ladislav Prášil      | 19,79 m         | Antonín Žalský                  | Vladislav Tuláček    |
| MR ČR 2013   | Tábor              | Ladislav Prášil      | 16,65 m         | Antonín Žalský                  | Tomáš Staněk         |
| MR ČR 2014   | Ostrava            | Jan Marcell          | 20,48 m         | Tomáš Staněk                    | Ladislav Prášil      |
| MR ČR 2015   | Plzeň              | Martin Novák         | 19,70 m         | Jan Marcell                     | Tomáš Staněk         |
| MR ČR 2016   | Tábor              | Tomáš Staněk         | 20,39 m         | Ladislav Prášil                 | Martin Novák         |
| MR ČR 2017   | Třinec             | Tomáš Staněk         | 21,61 m Rek. MR | Ladislav Prášil                 | Matúš Olej           |
| MR ČR 2018   | Kladno             | Tomáš Staněk         | 21,52 m         | Martin Novák                    | Filip Litavský       |
| MR ČR 2019   | Brno               | Tomáš Staněk         | 19,81 m         | Martin Novák                    | David Tupý           |
| MR ČR 2020   | Plzeň              | Martin Novák         | 18,27 m         | Tomáš Vilímek (diskvalifikován) | Ladislav Prášil      |
| MR ČR 2021   | Zlín               | Tomáš Staněk         | 20,68 m         | Martin Novák                    | David Tupý           |
| MR ČR 2022   | Hodonín            | Tomáš Staněk         | 20,76 m         | Tadeáš Procházka                | Jakub Forejt         |
| MR ČR 2023   | Tábor              | Tomáš Staněk         | 21,13 m         | Tadeáš Procházka                | Tomáš Procházka      |
| MR ČR 2024   | Zlín               | Tomáš Bortel         | 17,07 m         | Tadeáš Procházka                | David Tupý           |
| MR ČR 2025   |                    |                      |                 |                                 |                      |

### Ženy
| Rok          | Místo              | Zlato                       | Výkon           | Stříbro              | Bronz                      |
| ------------ | ------------------ | --------------------------- | --------------- | -------------------- | -------------------------- |
| MR ČSR 1945  | Praha              | Jaroslava Komárková         | 10,48 m         | Olga Jelínková       | Adéla Macháčková           |
| MR ČSR 1946  | Praha              | Jaroslava Komárková         | 11,13 m         | Adéla Macháčková     | Jaroslava Mirovická        |
| MR ČSR 1947  | Praha              | Jaroslava Komárková         | 11,85 m         | Adéla Macháčková     | Jarmila Hermanová          |
| MR ČSR 1948  | Praha              | Jaroslava Komárková         | 12,74 m         | Adéla Macháčková     | Jaroslava Jungrová         |
| MR ČSR 1949  | Praha              | Jaroslava Komárková         | 12,59 m         | Jaroslava Jungrová   | Libuše Žáková              |
| MR ČSR 1950  | Bratislava         | Jaroslava Komárková         | 12,78 m         | Jaroslava Jungrová   | Adéla Macháčková           |
| MR ČSR 1951  | Brno               | Jaroslava Jungrová          | 13,50 m         | Jaroslava Komárková  | Adéla Tišlerová-Macháčková |
| MR ČSR 1952  | Praha              | Jaroslava Křítková          | 13,75 m         | Marie Hrubá          | Sylvie Čechová             |
| MR ČSR 1953  | Praha              | Adéla Tišlerová             | 12,84 m         | Marie Chýlková-Hrubá | Miloslava Smejkalová       |
| MR ČSR 1954  | Ostrava            | Adéla Tišlerová             | 13,98 m         | Jaroslava Křítková   | Miloslava Smejkalová       |
| MR ČSR 1955  | Brno               | Věra Vykusová               | 13,10 m         | Jaroslava Lišková    | Jaruška Vaculová           |
| MR ČSR 1956  | Bratislava         | Jiřina Vobořilová           | 13,64 m         | Jaroslava Lišková    | Věra Zapadlová             |
| MR ČSR 1957  | Praha              | Věra Zapadlová              | 13,94 m         | Adéla Tišlerová      | Marie Chýlková             |
| MR ČSR 1958  | Ostrava            | Jaroslava Lišková           | 14,09 m         | Věra Černá           | Marie Chýlková             |
| MR ČSR 1959  | Praha              | Jaroslava Lišková           | 13,27 m         | Jiřina Němcová       | Jiřina Šmídová             |
| MR ČSSR 1960 | Brno               | Věra Černá                  | 14,70 m         | Jiřina Němcová       | Jaroslava Lišková          |
| MR ČSSR 1961 | Praha              | Věra Matrasová              | 14,46 m         | Ludmila Jamborová    | Jiřina Němcová             |
| MR ČSSR 1962 | Ostrava            | Věra Matrasová              | 14,53 m         | Ludmila Jamborová    | Jiřina Němcová             |
| MR ČSSR 1963 | Hradec Králové     | Ludmila Jamborová           | 15,14 m         | Věra Matrasová       | Jiřina Němcová             |
| MR ČSSR 1964 | Praha              | Ludmila Jamborová           | 14,95 m         | Věra Matrasová       | Milena Fraňková            |
| MR ČSSR 1965 | Zábřeh             | Ludmila Jamborová           | 14,84 m         | Milena Fraňková      | Milada Hebrová             |
| MR ČSSR 1966 | Třinec             | Ludmila Duchoňová-Jamborová | 15,38 m         | Milada Hebrová       | Milena Fraňková            |
| MR ČSSR 1967 | Sokolov            | Vladimíra Srbová            | 15,02 m         | Helena Fibingerová   | Ludmila Duchoňová          |
| MR ČSSR 1968 | Jablonec nad Nisou | Marie Stříbrská             | 15,06 m         | Vladimíra Srbová     | Helena Fibingerová         |
| MR ČSSR 1969 | Považská Bystrica  | Vladimíra Srbová            | 15,48 m         | Helena Fibingerová   | Ludmila Duchoňová          |
| MR ČSSR 1970 | Ostrava            | Helena Fibingerová          | 16,41 m         | Vladimíra Srbová     | Marie Stříbrská            |
| MR ČSSR 1971 | Praha              | Helena Fibingerová          | 16,14 m         | Vladimíra Srbová     | Ludmila Duchoňová          |
| MR ČSSR 1972 | Praha              | Helena Fibingerová          | 18,76 m         | Milada Peterková     | Danuše Matoušková          |
| MR ČSSR 1973 | Banská Bystrica    | Helena Fibingerová          | 20,80 m         | Ludmila Duchoňová    | Danuše Matoušková          |
| MR ČSSR 1974 | Praha              | Helena Fibingerová          | 20,18 m         | Ludmila Duchoňová    | Danuše Matoušková          |
| MR ČSSR 1975 | Bratislava         | Helena Fibingerová          | 20,10 m         | Danuše Matoušková    | Ludmila Duchoňová          |
| MR ČSSR 1976 | Třinec             | Helena Fibingerová          | 20,56 m         | Zdeňka Bartoňová     | Jana Matysová              |
| MR ČSSR 1977 | Ostrava            | Helena Fibingerová          | 21,24 m         | Zdeňka Bartoňová     | Danuše Matoušková          |
| MR ČSSR 1978 | Praha              | Helena Fibingerová          | 20,79 m         | Zdeňka Bartoňová     | Gabriela Hanuláková        |
| MR ČSSR 1979 | Praha              | Helena Fibingerová          | 20,42 m         | Zdeňka Bartoňová     | Gabriela Hanuláková        |
| MR ČSSR 1980 | Praha              | Zdeňka Bartoňová            | 19,31 m         | Alena Vitoulová      | Soňa Vašíčková             |
| MR ČSSR 1981 | Ostrava            | Helena Fibingerová          | 20,36 m         | Zdeňka Bartoňová     | Soňa Vašíčková             |
| MR ČSSR 1982 | Praha              | Helena Fibingerová          | 20,56 m         | Zdeňka Bartoňová     | Gabriela Hanuláková        |
| MR ČSSR 1983 | Praha              | Helena Fibingerová          | 21,31 m Rek. MR | Zdeňka Bartoňová     | Vladislava Petrželová      |
| MR ČSSR 1984 | Praha              | Helena Fibingerová          | 20,57 m         | Alena Vitoulová      | Gabriela Hanuláková        |
| MR ČSSR 1985 | Praha              | Helena Fibingerová          | 20,89 m         | Soňa Vašíčková       | Alena Vitoulová            |
| MR ČSSR 1986 | Bratislava         | Soňa Vašíčková              | 19,70 m         | Alena Vitoulová      | Hana Mísařová              |
| MR ČSSR 1987 | Třinec             | Soňa Vašíčková              | 17,39 m         | Helena Fibingerová   | Alena Vitoulová            |
| MR ČSSR 1988 | Praha              | Soňa Vašíčková              | 20,42 m         | Helena Fibingerová   | Alena Vitoulová            |
| MR ČSSR 1989 | Banská Bystrica    | Soňa Vašíčková              | 17,39 m         | Alena Vitoulová      | Renata Bruková             |
| MR ČSFR 1990 | Praha              | Soňa Vašíčková              | 16,66 m         | Renata Bruková       | Eva Čerňanová              |
| MR ČSFR 1991 | Ostrava            | Soňa Vašíčková              | 16,55 m         | Renata Bruková       | Dagmar Pešáková            |
| MR ČSFR 1992 | Nitra              | Renata Bruková              | 15,72 m         | Alice Matějková      | Petra Jurášková            |
| MR ČR 1993   | Jablonec nad Nisou | Soňa Vašíčková              | 16,53 m         | Zdeňka Šilhavá       | Alice Matějková            |
| MR ČR 1994   | Jablonec nad Nisou | Alice Matějková             | 15,67 m         | Zdeňka Šilhavá       | Petra Jurášková            |
| MR ČR 1995   | Ostrava            | Zdeňka Šilhavá              | 16,23 m         | Alice Matějková      | Marcela Godziková          |
| MR ČR 1996   | Praha              | Zdeňka Šilhavá              | 15,75 m         | Alice Matějková      | Lucie Vrbenská             |
| MR ČR 1997   | Třinec             | Zdeňka Šilhavá              | 16,55 m         | Alice Matějková      | Lucie Vrbenská             |
| MR ČR 1998   | Jablonec nad Nisou | Lucie Vrbenská              | 15,18 m         | Marcela Godziková    | Jitka Svatošová            |
| MR ČR 1999   | Ostrava            | Zdeňka Šilhavá              | 16,95 m         | Věra Pospíšilová     | Lucie Vrbenská             |
| MR ČR 2000   | Plzeň              | Zdeňka Šilhavá              | 16,43 m         | Jitka Svatošová      | Lucie Vrbenská             |
| MR ČR 2001   | Jablonec nad Nisou | Věra Pospíšilová            | 16,92 m         | Lucie Vrbenská       | Jitka Svatošová            |
| MR ČR 2002   | Ostrava            | Věra Pospíšilová            | 16,42 m         | Lucie Vrbenská       | Jana Kárníková             |
| MR ČR 2003   | Olomouc            | Jana Kárníková              | 15,10 m         | Jitka Svatošová      | Lenka Ledvinová            |
| MR ČR 2004   | Plzeň              | Jana Kárníková              | 15,59 m         | Klára Chytrá         | Jitka Svatošová            |
| MR ČR 2005   | Kladno             | Jana Kárníková              | 16,40 m         | Lucie Vrbenská       | Klára Chytrá               |
| MR ČR 2006   | Praha              | Jana Kárníková              | 16,97 m         | Andrea Valešová      | Lucie Vrbenská             |
| MR ČR 2007   | Třinec             | Jana Kárníková              | 15,54 m         | Lucie Vrbenská       | Kamila Hlaváčová           |
| MR ČR 2008   | Tábor              | Jana Kárníková              | 16,49 m         | Lenka Ledvinová      | Andrea Valešová            |
| MR ČR 2009   | Praha              | Jana Kárníková              | 16,93 m         | Andrea Valešová      | Lenka Ledvinová            |
| MR ČR 2010   | Třinec             | Jana Kárníková              | 16,81 m         | Andrea Valešová      | Romana Grómanová           |
| MR ČR 2011   | Brno               | Jana Kárníková              | 15,95 m         | Markéta Červenková   | Andrea Valešová            |
| MR ČR 2012   | Vyškov             | Jana Kárníková              | 16,13 m         | Markéta Červenková   | Romana Grómanová           |
| MR ČR 2013   | Tábor              | Jana Kárníková              | 16,65 m         | Kristýna Kroužková   | Romana Grómanová           |
| MR ČR 2014   | Ostrava            | Jana Kárníková              | 16,56 m         | Markéta Červenková   | Petra Klementová           |
| MR ČR 2015   | Plzeň              | Markéta Červenková          | 16,04 m         | Jana Kárníková       | Petra Klementová           |
| MR ČR 2016   | Tábor              | Markéta Červenková          | 16,69 m         | Jana Kárníková       | Petra Klementová           |
| MR ČR 2017   | Třinec             | Petra Klementová            | 15,48 m         | Gabriela Pallová     | Eliška Klučinová           |
| MR ČR 2018   | Kladno             | Markéta Červenková          | 16,39 m         | Jana Kárníková       | Petra Klementová           |
| MR ČR 2019   | Brno               | Markéta Červenková          | 17,28 m         | Petra Klementová     | Gabriela Pallová           |
| MR ČR 2020   | Plzeň              | Markéta Červenková          | 18,08 m         | Katrin Brzyszkowská  | Lenka Valešová             |
| MR ČR 2021   | Zlín               | Markéta Červenková          | 17,48 m         | Katrin Brzyszkowská  | Lenka Valešová             |
| MR ČR 2022   | Hodonín            | Markéta Červenková          | 17,31 m         | Katrin Brzyszkowská  | Martina Mazurová           |
| MR ČR 2023   | Tábor              | Katrin Brzyszkowská         | 15,93 m         | Martina Mazurová     | Lenka Valešová             |
| MR ČR 2024   | Zlín               | Katrin Brzyszkowská         | 16,48 m         | Martina Mazurová     | Lenka Valešová             |
| MR ČR 2025   |                    |                             |                 |                      |                            |